# 福井県立勝山南高等学校
福井県立勝山南高等学校（ふくいけんりつ かつやまみなみこうとうがっこう、英: Fukui Prefectural Katsuyama Minami High School）は、かつて福井県勝山市昭和町にあった公立の高等学校。福井県立大野東高等学校と統合して福井県立奥越明成高等学校となり、2013年（平成25年）3月末に閉校した。

## 設置学科
- 情報科
- 経営実務科
- 生活経営科

## 沿革
- 1942年（昭和17年）5月 - 勝山兄弟合資会社の一部を仮校舎として私立「勝山精華女学校」開校。
- 1943年（昭和18年）4月 - 「財団法人福井県勝山精華高等女学校」と改称、校旗制定。
- 1945年（昭和20年）- 夜間部併設。
- 1946年（昭和21年）- 第1回卒業式挙行、専攻科・本科二部設置（夜間4年制）。
- 1947年（昭和22年）- 男女共学の勝山精華中学校を併設。
- 1948年（昭和23年）4月 - 学制改正で「財団法人福井県勝山精華高等学校」と改称。夜間部廃止、昼間定時制普通科・家庭科を設置し半日交替制となる。
- 1949年（昭和24年）- 工業科設置（男子生徒入学）、併設中学校廃止、校歌・校章制定。
- 1951年（昭和26年）4月 - 「学校法人福井県勝山精華高等学校」に改称、就学就労を半日交替制から週3日交替制に変更。
- 1953年（昭和28年）- 別科を設置（2年制）。
- 1954年（昭和29年）- 学校法人勝山精華高等学校廃止（県立に移管される）。
- 1957年（昭和32年）- 「福井県立勝山精華高等学校」と改称。
- 1963年（昭和38年）4月 - 工業科を紡織科に、家庭科を家政科に改称。
- 1966年（昭和41年）4月 - 昼間二部制併設。
- 1970年（昭和45年）4月 - 家政科廃止し、紡織科を繊維工学科に改称。
- 1976年（昭和51年）4月 - 繊維工学科・昼間二部制を募集停止し、全日制課程普通科を設置。
- 1989年（平成元年）4月 - 学科改編を行い「福井県立勝山南高等学校」と改称。全日制普通科・定時制を募集停止し、全日制情報科・経営実務科・生活経営科設置。
- 1992年（平成4年）- 校歌発表会挙行。
- 2011年（平成23年）4月 - 募集停止。福井県立大野東高等学校と統合し、大野東高校校地に新高校（福井県立奥越明成高等学校）開校。
- 2012年（平成24年）11月 - 校地に福井県立奥越特別支援学校を設置。
- 2013年（平成25年）3月31日 - 閉校。

## 校歌
作詞：津村節子、作曲：三木たかし

## その他
- 閉校後の校舎は2013年（平成25年）4月に福井県立奥越特別支援学校として利用される。

## 著名な卒業生
- 有明夏夫（作家）

## 著名な教職員
- 平泉洸（歴史学者、金沢工業大学名誉教授）旧勝山精華高等学校教諭